# Piłka nożna plażowa

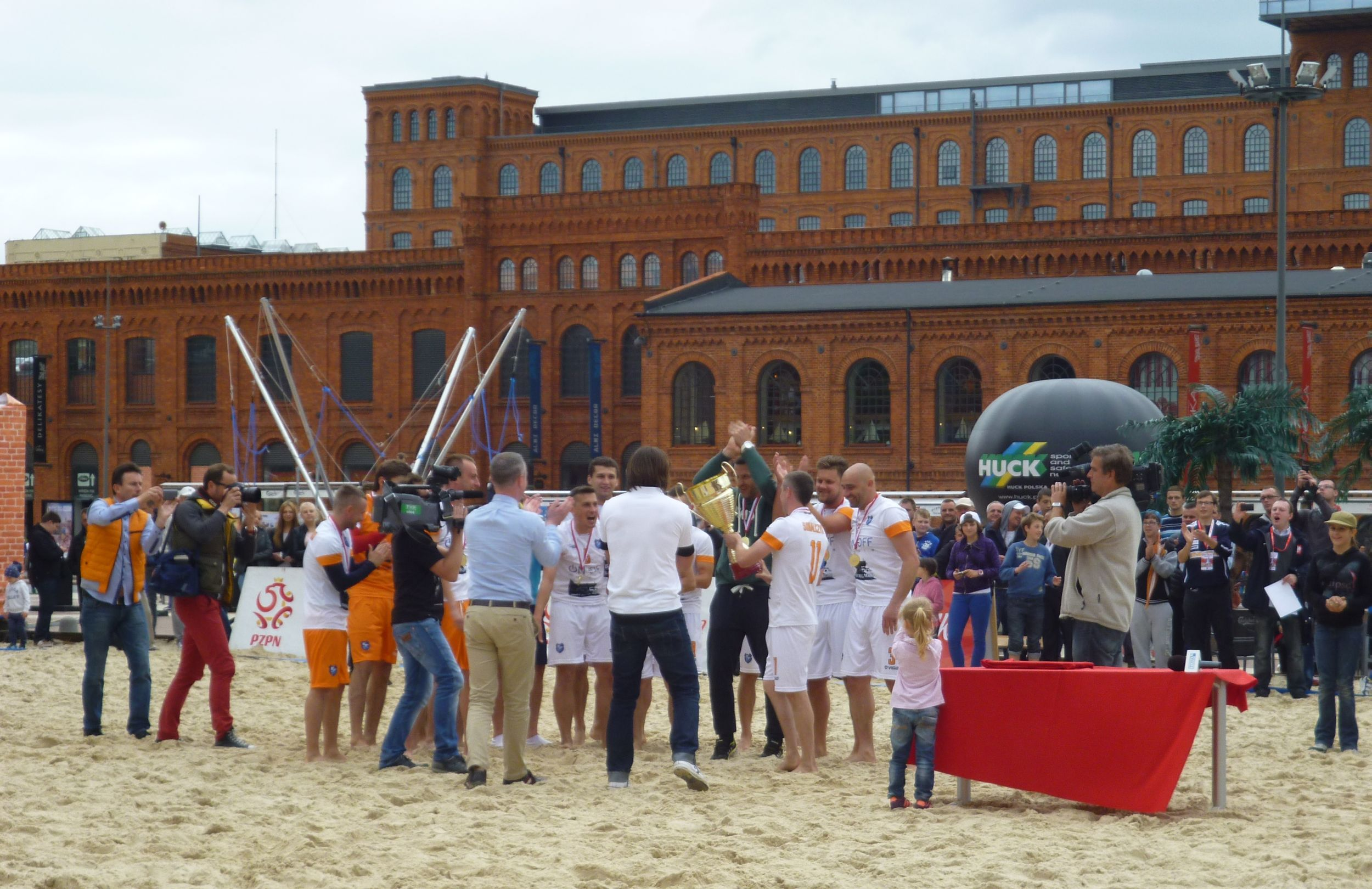
Drużyna KP Łódź wznosząca Puchar Polski w 2014

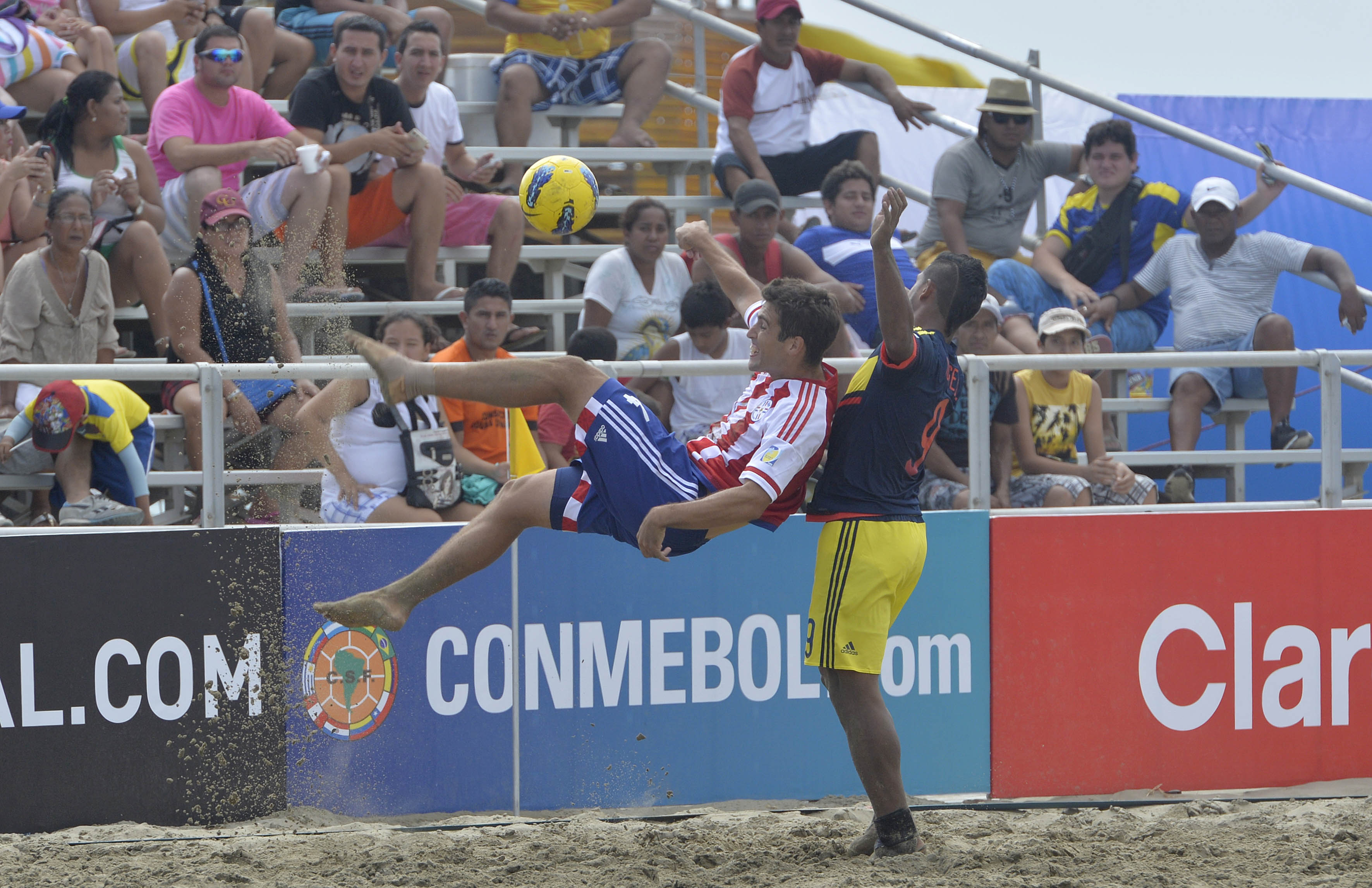
Mecz Kolumbia-Paragwaj w 2015

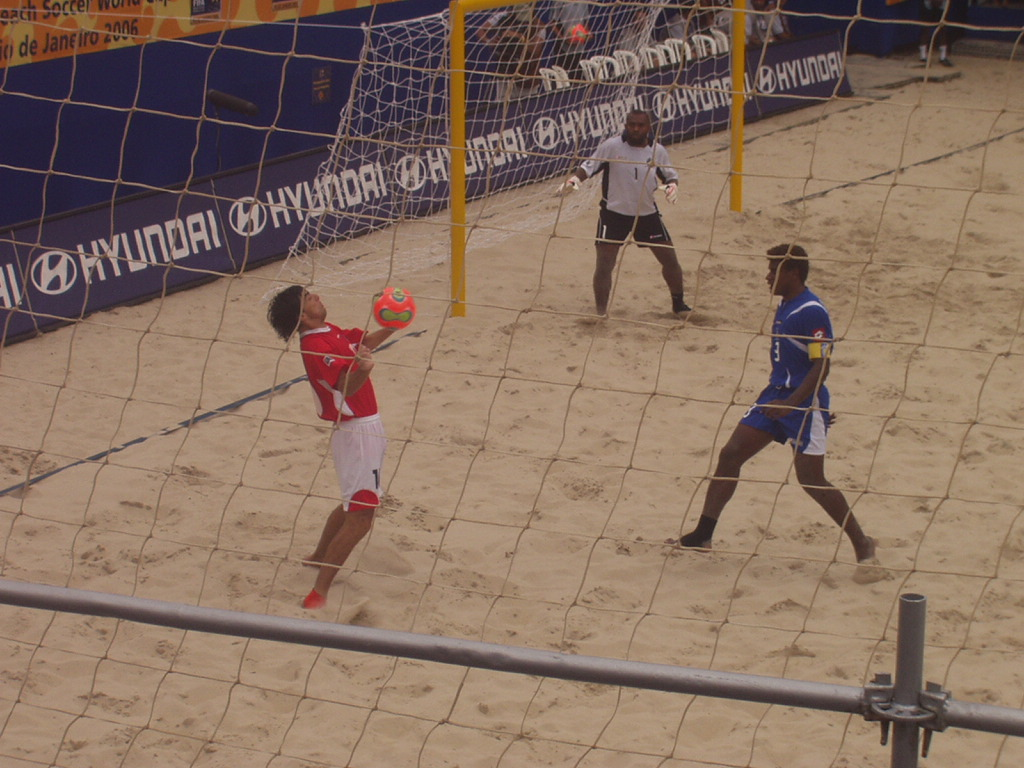
Jeden z meczów Mistrzostw Świata w 2006

Piłka nożna plażowa (ang. beach soccer) - gra zespołowa, wariant piłki nożnej rozgrywany na piasku. Celem gry jest zdobycie jak największej liczby bramek. Nie jest to dyscyplina olimpijska, ale beach soccer jest rozgrywany na Światowych Igrzyskach Sportów Plażowych, Plażowych igrzyskach azjatyckich oraz Igrzyskach Europejskich.

## Historia
Pierwsze profesjonalne zawody w beach soccera (turniej towarzyski) rozegrane zostały w Miami w 1993, zaś premierowe Mistrzostwa świata w piłce nożnej plażowej odbyły się w 1995 na plaży Copacabana w Rio de Janeiro. Od 2009 Mistrzostwa rozgrywane są co dwa lata. Kolejnym krokiem w promocji tej dyscypliny sportu na świecie jest seria pokazowych imprez, przeprowadzonych od 1996 pod nazwą Pro Beach Soccer Tour. W 1998 rozegrano w Monako premierową edycję Europejskiej Ligi Beach Soccera nad którą patronat objął 14. książę Monako - Albert II Grimaldi. W 2000 do życia powołana została świata organizacja Beach Soccer Worldwide. W 2005 (na mocy umowy podpisanej pomiędzy BSWW i FIFA) - przy tej drugiej organizacji powstała komórka o nazwie FIFA Beach Soccer, odpowiedzialna za organizację Mistrzostw Świata.

## Zasady gry
Oficjalne zasady zostały przyjęte w 1992 roku.
Źródła:

### Zawodnicy
Gra rozgrywana jest pomiędzy dwiema drużynami, każda z nich jest złożona z czterech zawodników w polu i bramkarza. Aby mecz mógł się rozpocząć obie drużyny muszą mieć minimum pięciu graczy.
Liczba zmian jest nieograniczona, zmiany są lotne. Na ławce zmian powinno być od 5 do 7 zawodników. Gracz rezerwowy może wejść na boisko tylko po tym, jak gracz, którego zmienia otrzymał plastron przekazany od rezerwowego. Stroje zawodników składają się ze spodenek oraz koszulki. Zawodnicy nie mogą nosić butów, ale dozwolone jest użycie miękkich ochraniaczy na kostki, ściągaczy, skarpetek lub bandaży. Bramkarz nie musi mieć obowiązku noszenia rękawic. Golkiperzy powinni nosić stroje kontrastujące od kolorów koszulek zawodników lub sędziów.
Dozwolone jest dotykanie piłki każdą częścią ciała z wyjątkiem rąk, bramkarz może dotykać piłki ręką tylko w swoim polu karnym. Bramkarz nie może posiadać piłki w polu karnym dłużej niż 4 sekundy. Bramkarz może złapać piłkę podaną przez zawodnika swojej drużyny tylko jeden raz, dopóki piłki nie dotknie zawodnik drużyny przeciwnej.

### Czas gry
Gra trwa 36 minut i składa się z 3 tercji, z których każda ma 12 minut. Przerwa między tercjami wynosi 3 minuty. Jest on odmierzany przez oficjalny zegar i jest zatrzymywany podczas przerw w grze. Każdy mecz musi mieć swojego zwycięzcę (nie ma remisów). W razie remisu po 3 tercjach jest zarządzana trzyminutowa dogrywka. W razie remisu po dogrywce następuje seria rzutów karnych, która jest rozgrywana według zasady złotego gola (rzuty karne są rozgrywane do momentu osiągnięcia jednobramkowej przewagi po jakiejkolwiek kolejce).
Czas jest zatrzymywany w momencie, gdy zostaje strzelony gol, zawodnik odniesie kontuzję wymagającą interwencji służb medycznych, jest rzut wolny lub rzut karny. Czas nie jest zatrzymywany, gdy piłka wyjdzie na aut.

### Sędziowie
Mecz kontroluje 3 sędziów, z których 2 znajduje się przy liniach bocznych, a 1 kontroluje zmiany. Sędziowie nie sygnalizują końca tercji, ale zatrzymują czas podczas przerw w grze. Tylko pierwszy sędzia ma prawo do oceny stanu piłki.

### Stałe fragmenty gry
Po faulu, zagraniu ręką, błędzie zmiany lub przetrzymaniu przez bramkarza piłki w swoim polu karnym przez okres dłuższy niż 4 sekundy następuje rzut wolny. W przypadku rzutu wolnego po faulu rzut wolny musi być wykonywany przez zawodnika sfaulowanego, chyba że ten zszedł z boiska. Podczas wykonywania rzutu wolnego żaden zawodnik z wyjątkiem bramkarza nie może zasłaniać bramki. W przypadku rzutu wolnego na połowie ataku wszyscy zawodnicy w grze znajdują się maksymalnie na linii strzału. Kiedy faul odgwizdany jest na połowie obrony, zawodnicy tworzą wizualny szpaler prowadzący na szerokość narożnych chorągiewek. Po wejściu zawodnika rezerwowego przed zejściem zawodnika zmienionego (błąd zmiany) drużyna przeciwna wykonuje rzut wolny ze środka boiska.
Po wyjściu piłki poza pole gry piłka może być wprowadzana do gry poprzez wrzut piłki rękoma zza głowy lub poprzez kopnięcie piłki położonej na piasku.
Rzut karny jest zarządzany po faulu dokonanym przez zawodnika w swoim polu karnym lub zagraniu ręką w swoim polu karnym. Jest on wykonywany z odległości 9 metrów od bramki na środku wizualnej linii wyznaczającej pole karne.
Po wyjściu piłki za linię końcową (po dotknięciu piłki przez zawodnika tej drużyny, której jest linia) zarządzany jest rzut rożny, który jest wykonywany przez drużynę przeciwną. Jeśli jako ostatni piłki dotknął zawodnik drużyny przeciwnej, to grę wznawia bramkarz poprzez wyrzut piłki z własnego pola karnego.
Po strzelonej bramce gra jest wznawiana od środka boiska przez drużynę, która straciła bramkę. Rozpoczęcie pierwszych dwóch tercji jest naprzemienne. Przed rozpoczęciem meczu oraz przed trzecią tercją zarządzane jest losowanie. Gola nie można strzelić bezpośrednio kopnięciem rozpoczynającym mecz. Piłka powinna być podana przynajmniej raz i musi być zagrana minimum na odległość równą jej średnicy zanim dotknie jej inny gracz.

### Kartki
Sędzia może pokazać zawodnikowi żółtą lub czerwoną kartkę. Żółta kartka oznacza ostrzeżenie. Dwie żółte kartki skutkują kartką czerwoną. Żółta kartka jest przyznawana zawodnikowi, który drugi raz będąc rezerwowym wszedł na boisko przed zejściem gracza zmienianego.
Jeżeli drużyna pozostanie z mniej niż trzema graczami zdolnymi do gry (w związku z akcjami dyscyplinarnymi), zostanie uznana za drużynę przegraną niezależnie od wyniku gry sprzed momentu, kiedy gra została zatrzymana. W tym wypadku zarządzony będzie wynik meczu 10:0 dla drużyny wygrywającej.
Natomiast przy dostaniu kartki czerwonej zawodnik musi opuścić boisko do końca meczu. Po dwóch minutach (lub w przypadku straconej bramki w tym okresie) drużyna może w jego miejsce wprowadzić innego zawodnika.

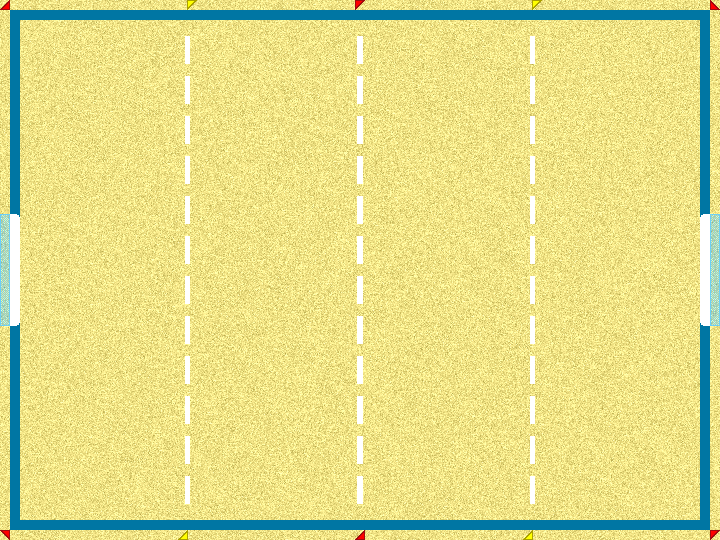
Boisko.

### Boisko
Boisko jest pokryte piaskiem i ma 35-37 metrów długości i 26-28 metrów szerokości, a bramki mają 2,2 metra wysokości i 5,5 metra szerokości. Bramki są umieszczone pośrodku końcowych linii boiska. Do jej poprzeczki i słupków zamontowana jest siatka.
Na boisku nie ma linii wyznaczających pole karne i środek boiska, są tylko linie ograniczające boisko. Linie ograniczające boisko mają 10 cm szerokości i powinny być zrobione z taśmy w kolorze kontrastującym z piaskiem. Powinny być one przymocowane przy pomocy kotwic piaskowych i zaczepione do bramek i słupków. Boisko powinno być otoczone strefą dwumetrowej szerokości.
Linia środkowa i linia końca pola karnego jest wyznaczona przez dwie chorągiewki, które są poza boiskiem (w odległości 1 m za linią). Pole karne rozpoczyna się w odległości 9 metrów od bramki. W narożnikach boiska są 4 czerwone chorągiewki. Chorągiewki wyznaczające środek boiska również są czerwone, a chorągiewki z pola karnego są żółte. Chorągiewki powinny mieć 1,5 m wysokości (licząc od powierzchni piasku), nie powinny mieć ostrych zakończeń oraz powinny być wykonane z niełamliwego plastiku. Mogą być wbite w piasek albo osadzone w specjalnej podstawie.

## Rozgrywki międzynarodowe
Poniższa tabela przedstawia zwycięzców międzynarodowych imprez w beach soccerze.
| Rok  | Mistrzostwa świata                  | Puchar Interkont. | Mundialito        | Turniej kwalifikacyjny do MŚ (UEFA) | Liga Europy       | Puchar Europy     | Mistrzostwa Azji | Mistrzostwa Afryki | Mistrzostwa Ameryki Płn  | Mistrzostwa Ameryki Płd | Mistrzostwa Oceanii |
| ---- | ----------------------------------- | ----------------- | ----------------- | ----------------------------------- | ----------------- | ----------------- | ---------------- | ------------------ | ------------------------ | ----------------------- | ------------------- |
| 1994 | ---                                 | ---               | Brazylia więcej   | ---                                 | ---               | ---               | ---              | ---                | ---                      | ---                     | ---                 |
| 1995 | Brazylia 2.USA 3.ENG 4.ITA więcej   | ---               | ---               | ---                                 | ---               | ---               | ---              | ---                | ---                      | ---                     | ---                 |
| 1996 | Brazylia 2.URU 3.ITA 4.USA więcej   | ---               | ---               | ---                                 | ---               | ---               | ---              | ---                | ---                      | ---                     | ---                 |
| 1997 | Brazylia 2.URU 3.USA 4.ARG więcej   | ---               | Brazylia więcej   | ---                                 | ---               | ---               | ---              | ---                | ---                      | ---                     | ---                 |
| 1998 | Brazylia 2.FRA 3.URU 4.PER więcej   | ---               | USA więcej        | ---                                 | Niemcy więcej     | Portugalia więcej | ---              | ---                | ---                      | ---                     | ---                 |
| 1999 | Brazylia 2.POR 3.URU 4.PER więcej   | ---               | Brazylia więcej   | ---                                 | Hiszpania więcej  | Hiszpania więcej  | ---              | ---                | ---                      | ---                     | ---                 |
| 2000 | Brazylia 2.PER 3.ESP 4.JPN więcej   | ---               | Brazylia więcej   | ---                                 | Hiszpania więcej  | ---               | ---              | ---                | ---                      | ---                     | ---                 |
| 2001 | Portugalia 2.FRA 3.ARG 4.BRA więcej | ---               | Brazylia więcej   | ---                                 | Hiszpania więcej  | Portugalia więcej | ---              | ---                | ---                      | ---                     | ---                 |
| 2002 | Brazylia 2.POR 3.URU 4.THA więcej   | ---               | Brazylia więcej   | ---                                 | Portugalia więcej | Portugalia więcej | ---              | ---                | ---                      | ---                     | ---                 |
| 2003 | Brazylia 2.ESP 3.POR 4.FRA więcej   | ---               | Portugalia więcej | ---                                 | Hiszpania więcej  | Portugalia więcej | ---              | ---                | ---                      | ---                     | ---                 |
| 2004 | Brazylia 2.ESP 3.POR 4.ITA więcej   | ---               | Brazylia więcej   | ---                                 | Francja więcej    | Portugalia więcej | ---              | ---                | ---                      | ---                     | ---                 |
| 2005 | Francja 2.POR 3.BRA 4.JPN więcej    | ---               | Brazylia więcej   | ---                                 | Włochy więcej     | Szwajcaria więcej | ---              | ---                | Brazylia więcej          | Brazylia więcej         | ---                 |
| 2006 | Brazylia 2.URU 3.FRA 4.POR więcej   | ---               | Brazylia więcej   | ---                                 | Hiszpania więcej  | Portugalia więcej | Bahrajn więcej   | Kamerun więcej     | USA więcej               | Brazylia więcej         | W-y Salomona więcej |
| 2007 | Brazylia 2.MEX 3.URU 4.FRA więcej   | ---               | Brazylia więcej   | ---                                 | Portugalia więcej | Ukraina więcej    | ZEA więcej       | Nigeria więcej     | USA więcej               | USA więcej              | W-y Salomona więcej |
| 2008 | Brazylia 2.ITA 3.POR 4.ESP więcej   | ---               | Portugalia więcej | Hiszpania więcej                    | Portugalia więcej | Hiszpania więcej  | ZEA więcej       | Senegal więcej     | Meksyk więcej            | Brazylia więcej         | ---                 |
| 2009 | Brazylia 2.SUI 3.POR 4.URU więcej   | ---               | Portugalia więcej | Hiszpania więcej                    | Rosja więcej      | Hiszpania więcej  | Japonia więcej   | Nigeria więcej     | Salwador więcej          | Brazylia więcej         | W-y Salomona więcej |
| 2010 | ---                                 | ---               | Brazylia więcej   | Ukraina więcej                      | Portugalia więcej | Rosja więcej      | ---              | ---                | ---                      | ---                     | ---                 |
| 2011 | Rosja 2.BRA 3.POR 4.SLV więcej      | Rosja więcej      | Brazylia więcej   | ---                                 | Rosja więcej      | ---               | Japonia więcej   | Senegal więcej     | Meksyk więcej            | Brazylia więcej         | Tahiti więcej       |
| 2012 | ---                                 | Rosja więcej      | Portugalia więcej | Hiszpania więcej                    | Szwajcaria więcej | Rosja więcej      | ---              | ---                | ---                      | ---                     | ---                 |
| 2013 | Rosja 2.ESP 3.BRA 4.TAH więcej      | Iran więcej       | Hiszpania więcej  | ---                                 | Rosja więcej      | ---               | Iran więcej      | Senegal więcej     | Stany Zjednoczone więcej | Argentyna więcej        | W-y Salomona więcej |
| 2014 | ---                                 | Brazylia więcej   | Portugalia więcej | Rosja więcej                        | Rosja więcej      | Hiszpania więcej  | ---              | ---                | ---                      | ---                     | ---                 |
| 2015 | Portugalia 2.TAH 3.RUS 4.ITA więcej | Rosja więcej      | ---               | ---                                 | Portugalia więcej | ---               | Oman więcej      | Madagaskar więcej  | Meksyk więcej            | Brazylia więcej         | ---                 |
| 2016 | ---                                 | Brazylia więcej   | Brazylia więcej   | Polska więcej                       | Ukraina więcej    | Portugalia więcej | ---              | Senegal więcej     | ---                      | ---                     | ---                 |
| 2017 | Brazylia 2.TAH 3.IRN 4.ITA więcej   | Brazylia więcej   | Brazylia więcej   | ---                                 | Rosja więcej      | ---               | Iran więcej      | ---                | Panama więcej            | Brazylia więcej         | ---                 |
| 2018 | ---                                 | Iran więcej       | Portugalia więcej | ---                                 | Włochy więcej     | ---               | ---              | Senegal więcej     | ---                      | ---                     | ---                 |
| 2019 | Portugalia 2.ITA 3.IRN 4.JPN więcej | Iran więcej       | Portugalia więcej | Rosja więcej                        | Portugalia więcej | ---               | Japonia więcej   | ---                | Meksyk więcej            | Brazylia więcej         | Tahiti więcej       |